# 01 (album)
01 è il secondo album di Son of Dave inciso nel 2000.

## Tracce
1. Devil Take My Soul – 3:19
2. Rollin' And Tumblin' – 3:30
3. Down on You – 3:39
4. Red Afro – 2:42
5. She'll Hold Hear Breath – 4:20
6. You Don't Have  to Go That Far – 3:16
7. Beautiful Babies – 3:35
8. Hip Harp – 3:01
9. Good For Your Soul – 4:17
10. Mojo – 4:39